# Caspar Nink
Caspar Nink SJ (* 31. Januar 1885 in Molsberg; † 17. November 1975 in Frankfurt am Main) war ein römisch-katholischer Priester und Philosoph.

## Leben
Caspar Nink trat am 3. Mai 1905 in das Noviziat der Jesuiten in Exaten (Holland) ein, studierte Philosophie und Theologie am Studium des Jesuitenordens in Valkenburg und empfing dort am 1. Juli 1917 die Priesterweihe. Anschließend arbeitete er kurzzeitig in Göttingen und Rom und legte am 15. August 1922 die Feierlichen Gelübde im Jesuitenorden ab. Nach der Promotion 1924 zum Dr. phil. an der Universität Freiburg im Breisgau lehrte Nink Logik und Erkenntnistheorie am Jesuitenkolleg in Valkenburg, ab 1926 dann Erkenntnislehre, Ontologie und philosophische Gotteslehre an der im selben Jahr gegründeten Philosophisch-Theologischen Hochschule Sankt Georgen. Dort war Nink unter anderem Lehrer von Hans Blumenberg. Er vertrat eine skotistisch orientierte Metaphysik.

## Schriften (Auswahl)
- Kommentar zu den grundlegenden Abschnitten von Hegels Phänomenologie des Geistes. 2., erg. Aufl., Habbel, Regensburg 1948.
- Ontologie. Versuch einer Grundlegung. Herder, Freiburg im Breisgau 1952, OCLC 644464817.
- Metaphysik des sittlich Guten. Herder, Freiburg im Breisgau 1955, OCLC 3641347.
- Zur Grundlegung der Metaphysik. Das Problem der Seins- und Gegenstandskonstitution. Herder, Freiburg im Breisgau 1957, OCLC 905556851.
- Philosophische Gotteslehre. Kösel, München 1948. Nachdruck: Bonn 1977, ISBN 3-88296-000-0.
- Fundamentalontologie. Mit einer Einführung von Ludger Honnefelder. Hrsg. von Friderun Fein. Lang, Frankfurt am Main 2002, ISBN 978-3-631-38221-9.